# ويليام ديوي فوستر
ويليام ديوي فوستر (بالإنجليزية: William Dewey Foster) هو مهندس معماري أمريكي، ولد في 1890، وتوفي في 1958.